# Vereinigte Hagelversicherung
Die Vereinigte Hagelversicherung VVaG ging 1993 durch Fusion der beiden bisherigen deutschen Marktführer Norddeutsche Hagelversicherung VVaG und Leipziger Hagel VVaG (gegründet 1824) hervor. Der Verein hat laut Satzung als Geschäftsgegenstand und -zweck, seine Mitglieder gegen Sachschäden (Ertragsausfälle) im Bereich der Produktion von landwirtschaftlichen und gärtnerischen Erzeugnissen, insbesondere durch Hagel und andere Elementargefahren, zu versichern. Versicherungsnehmer sind Landwirte, Gärtner, Winzer, Hopfenpflanzer, Obst- und Gemüsebauern. In Deutschland sind rund 60 Prozent der gegen Hagelschäden versicherten Agrarflächen bei der Vereinigten Hagel versichert.
Die Vereinigte Hagelversicherung VVaG versichert europaweit ca. 5,3 Mio. ha landwirtschaftlich und gärtnerisch genutzter Fläche mit einem Risikovolumen von 9,4 Mrd. Euro (2017) und ist damit sowohl deutscher, als auch europäischer Marktführer. Für das Unternehmen sind etwa 1.000 Sachverständige, 2.000 Vermittler und 70 Außendienstmitarbeiter tätig. Neben dem Geschäftsschwerpunkt Deutschland bietet der Versicherungsverein auch Versicherungsschutz in Dänemark, Italien, Litauen, Lettland, Luxemburg, Belgien, den Niederlanden, Kroatien und Polen an.
Zusammen mit der Gartenbau-Versicherung VVaG in Wiesbaden bildet die Vereinigte Hagelversicherung VVaG die AgroRisk-Gruppe mit gegenseitigen Rückversicherungsverträgen und weiteren Beteiligungen. Die arismo GmbH (ehemals AGRO-EDV Rechenzentrum GmbH) ist eine hundertprozentige Tochtergesellschaft der Vereinigte Hagelversicherung VVaG.
Mit Secufarm Garant ergänzte die Vereinigte Hagel im Jahr 2018 ihre Produktlinie Secufarm um die Option individuell wählbarer iModule, mit denen die Mitglieder ihre Versicherung gezielt auf die einzelbetrieblichen Gegebenheiten anpassen können.
| Bei landwirtschaftlichen Kulturen - Hagel - Sturm - Starkregen - Starkfrost | Bei Sonderkulturen - Hagel - Starkfrost (kulturabhängig) |

## Aufsichtsrat
Der Aufsichtsrat besteht aus 15 Mitgliedern und wird von den Delegierten der Mitglieder in der Mitgliedervertreterversammlung gewählt. Aufsichtsratsvorsitzender ist Jens Stechmann, Obstbauer im Alten Land. Die Delegierten werden von etwa 100.000 Mitgliedern gewählt, die in 65 Bezirksvereinen organisiert sind.